# Абдукодир Хусанов
Абдукодир Хикматович Хусанов (узб. Abduqodir Hikmatovich Xusanov; Ташкент, 29. фебруар 2004) је узбекистански фудбалер који тренутно наступа за Манчестер сити. Игра на позицији одбрамбеног играча.

## Успеси
Узбекистан до 20
- Азијско првенство до 20 година  (1) :  2023.[5]

 Узбекистан до 23
- Азијско првенство до 23 године:  2024.[6]

Појединачни
- ИФФХС идеални тим Азије 2023.[7]
- Медаља Стваралац будућности: 2023.[8]